# Carl Palm
Carl Ludvig Palm, född 25 juli 1844 i Eds socken, Värmland, död 10 december 1902 i Stockholm, var en svensk militär och riksdagsman.
Palm var kapten vid Nerikes regemente och senare major i armén. Som riksdagsman var han ledamot av andra kammaren 1891–1893 för Södertälje, Norrtälje, Östhammars, Öregrunds, Sigtuna och Vaxholms valkrets.